# المعهد الوطني للمواصفات والملكية الصناعية
المعهد الوطني للمواصفات والملكية الصناعية (بالفرنسية: Institut national de la normalisation et de la propriété industrielle أو اختصارا INNORPI)‏ هي مؤسسة عمومية تونسية لا تكتسي صبغة إدارية، تقع تحت إشراف وزارة الصناعة.

تأسس المعهد في 1982، ومهمتها الرئيسية هي القيام بأي عمل بشأن المواصفات، وجودة المنتجات والخدمات وحماية الملكية الصناعية.

## المهام
يسهر المعهد، الذي يديره مجلس مؤسسة يمثل عديد الوزارات والمنظمات المهنية والمجتمع المدني، على:
- وضع البرنامج العام الوطني لاعداد المواصفات ووذلك بالتعاون مع المؤسسات ذات العلاقة.
- بعث لجان فنية لاعداد المواصفات وتنظيم عملها. ويمثل المعهد نقطة الاعلام الوطنية حول المواصفات.
- إسناد شهادات المطابقة للمواصفات والعلامات الوطنية للجودة سواء للمنتجات أو الخدمات أونظم الإدارة للمطابقة للمواصفات.
- إسناد براءات الاختراع وتسجيل كل من علامات الصنع والتجارة والخدمات والرسوم والنماذج الصناعية.
- قبول جميع الملفات التي لها علاقة بحقوق الملكية الصناعية.
- تمثيل الدولة التونسية في المنظمة الدولية للتقييس ISO، اللجنة الكهروتقنية الدولية IEC، المنظمة العالمية للملكية الفكرية Wipo، المنظمة العربية للتنمية الصناعية والتعدين AIDMO، المنظمة الإقليمية الأفريقية للتقييس ARSO والمكتب الأوروبي للبراءات EPO.

## المدراء العامون
- 1982 - ؟: علي بن قايد
- 25 أغسطس 2008 - 28 مايو 2012: أيمن المكي
- 28 مايو 2012 - 16 أكتوبر 2018: نبيل بن بشير
- 16 أكتوبر 2018 - الآن: رياض السوسي

## روابط خارجية
- الموقع الرسمي.